# Douar Nevez
Albums de Dan Ar Braz
Allez dire à la ville
(1978)
Douar Nevez (« Terre nouvelle » en breton) est le premier album studio de Dan Ar Braz, paru en 1977,,, par Hexagone, distribué par Disc'AZ en France et WEA à l'international. 
Il est signé du nom de « Dan Ar Bras ». Cette première création solo est un album-concept autour de légendes bretonnes dans un univers celtique, évoquant l'influence des éléments (l'eau, la terre, l'air). Il a été remasterisé en 2016 en célébration du 40ème anniversaire.

## Conception
« Si l'huis de la mer s'est ouvert voici quinze siècles pour livrer passage à l'océan, si la ville d'Is a disparu, un soir de fête, sous les eaux déchaînées, c'est que Dahud la princesse avait dérobé à son père Gradlon, la clé qui fermait la porte des tempêtes. Mais la ville disparue de la surface du sol, n'a pas cessé de vivre. Pour qui sait voir et écouter, il suffit, même aujourd'hui, de contempler la baie de Douarnenez, pour distinguer au-dessus de la houle les palais et les rues de la cité, pour entendre derrière le bruit des vagues, le son des cloches d'Is monter vers nous de l'Autre Monde. Dan ar Bras le sait bien qui s'est assis bien souvent face à cet univers merveilleux, sur les sables de Pentrez ou les rochers de Trezmalaouen, pour découvrir à travers le miroitement de l'écume les secrets de la Ville. Il y a lu les chevauchées et les mystères de son âme à lui, les surgissements, les engloutissements et les renaissances intérieures. Ce qu'il nous livre, c'est l'intime coïncidence du mythe né en ce coin d'Armor et du cheminement de son être au sein de ses propres abîmes. Maintenant, il dit : « Mes ancêtres douarnenistes font partie de cela... En écoutant cela, je me retrouve... » Et nous, en l'écoutant, nous retrouvons en nous les magies, peut-être oubliées, de la ville d'Is. »
— Gwenc'hlan Le Scouëzec, pochette de l'album
L'album est une suite musicale inspirée de la légende de la ville d'Ys, composée en partie en Angleterre et en partie en Bretagne. 
La section rythmique est constituée de Benoît Widemann, le clavier de Magma, du bassiste Dave Pegg, issu de Fairport Convention, et de Michel Santangeli, le batteur d'Alan Stivell au début des années 1970 (avant qu'il ne forme en 1975 le groupe Ys avec les autres musiciens d'Alan Stivell) dont on retrouve ici la touche. La présence de Patrick Molard (cornemuses irlandaise et écossaise, tin whistle), d'Emmanuelle Parrenin (vielle à roue) et de Laurent Vercambre de Malicorne (violon, non crédité) y apporte tout l'ancrage des traditions musicales de Bretagne, d'Écosse et d'Irlande. 
La réalisation sonore – magnifique – au studio Frémontel (Normandie) est signée Bruno Menny sous la direction artistique d'Hugues de Courson à qui l'on doit déjà Almanach de Malicorne.
C'est le premier album de Dan Ar Braz sous son nom après Stations du groupe éphémère Mor (« mer » en breton) qu'il avait formé cinq ans plus tôt.
Dan ar Braz, qui a beaucoup séjourné à Douarnenez (sa grand-mère est native de Ploaré), utilise l'allégorie de la ville d'Ys entièrement submergée comme métaphore « pour sonder les tréfonds de son être, extraire ses tourments, sa mélancolie, ses fureurs et plus largement exprimer son idéal d'un monde apaisé ». L'enfance est pour lui liée aux souvenirs de cette terre et les mystères qu'elle contient mais aussi source de transmission, comme en témoigne la photo d'une promenade sur la plage avec sa fille.

## Caractéristiques artistiques
Un poème de Francis Jammes accompagne l'album : « J'ai souhaité parfois de m'en aller au loin, sur quelque grève sauvage, avec mes chiens, d'où l'on n'apercevait que le soleil et l'eau, montant et descendant pour mourir l'un dans l'autre. Mon cœur terrible se tairait dans mon orgueil, et dans l'horrible joie d'aimer les hommes seul. » Il est inscrit sur une photo quadrichromée en cyan de Dan Ar Braz marchant sur la plage main dans la main avec un enfant (sa fille Yuna).
Un lien avec le dernier album d'Alan Stivell auquel il participe ('Raok dilestra : Avant d'accoster en 1977) pourrait être tissé, deux albums-concept s'inscrivant dans le même thème (la Bretagne du passé et du présent), mis à part que celui-ci est entièrement instrumental et celui de Stivell entièrement chanté en breton (ainsi qu'un peu en anglais et français) sur du rock progressif. La musique de Dan Ar Braz est également progressive, bien que moins rock, avec la participation de Benoît Widemann (groupe Magma), Emmanuelle Parrenin (une des figures majeures du mouvement folk français, jouant ici de la vielle à roue), Dave Pegg (Fairport Convention puis Jethro Tull), ainsi que Michel Santangeli. Patrig Molard (flûtes, cornemuses) et Marc Chantereau (percussions) apportent la touche traditionnelle.

### Analyse musicale
L'album est une suite musicale où chaque pièce dit un chapitre de la légende dont beaucoup en Bretagne connaissent les grandes lignes, celle de la ville d'Ys. Entièrement composée par le guitariste, la musique est tissée de ses influences folk-rock sur deux guitares bien différentes, une Guild acoustique et une solid-body Gibson L6S pour les pièces électriques. 
Pour raconter la légende de la ville d'Ys, Dan Ar Braz semble suivre la version romancée de Charles Guyot mais il s'inspire surtout de cette baie de Douarnenez d'où il est originaire et qu'il connaît si bien. 
La face A s'ouvre par une courte intro « féérique » exécutée au piano qui prépare l'auditeur au Retour de Guerre du roi Gradlon revenant de Scandinavie, thème électrique et puissant qui flirte avec le jazz-rock, avec un Benoît Widemann se lâchant un peu au piano électrique et à la molette (terme connu des joueurs de synthé) et un Dan Ar Braz en solo avec un peu de vibrato. La précision de la batterie de Santangelli, le changement de timbre de la guitare dans un chorus bien structuré, la réponse virtuose de Benoît Widemann aux claviers : ce morceau parfaitement construit donne le ton. On retrouvera d'autres passages rock dans la deuxième partie de l'album, notamment dans Orgies Nocturnes et à la fin de L'appel du Sage après une partie "mystérieuse". Sans transition, une courte berceuse à la guitare sèche et au tin whistle nous raconte la Naissance de Dahud au milieu de l'océan. Un ostinato de basse et de piano survient alors pour soutenir Mort et immersion de Malguen et la Fin du voyage, racontées dans un pìobaireachd par le duo guitare-cornemuse écossaise ciselé dans un unisson parfait jusque dans le moindre ornement. Une longue plage méditative décrit ensuite la Naissance de la ville, puis un solo de guitare sèche dans Morvac'h nous renvoie l'image du cheval Morvarc'h de Gradlon galopant sur la grève. 
La face B commence, en effet, avec une gavotte endiablée, menée à la guitare électrique et au violon, racontant les Orgies nocturnes des habitants de la ville d'Ys. Par son rythme de danse bretonne et son orchestration, le dialogue entre le violon et la guitare dans Orgies nocturnes rappelle la collaboration de Dan Ar Braz avec Alan Stivell. Avec L'ennui du roi, un entrelacs de guitares acoustiques, c'est le retour au calme avant que Les forces du mal, un an dro rock à la batterie déchaînée, n'annonce la catastrophe à venir. L'appel du sage s'ouvre alors sur une supplique de uilleann pipes et se ferme sur une improvisation de guitare au lyrisme pink-floydien. La Submersion de la ville résonne de vents et de tempête. La guitare électrique de Dan Ar Braz répond à la plainte déchirante de la vielle à roue d'Emmanuelle Parrenin, jouée à l'écossaise, au point qu'on pourrait entendre une cornemuse. L'album se clôt sur l'éponyme Douar Nevez, solo contemplatif à la guitare électrique, soutenu par la guitare acoustique et l’orgue Hammond, racontant cette terre nouvelle où se construirait la ville de Douarnenez. 
Les passages acoustiques permettent à Dan Ar Braz de s'exprimer autrement que dans les passages rock : dans Naissance de Dahud (tendre hommage à la princesse avec la petite flûte de Patrick Molard), L'ennui du Roi, Morvac'h... Quelques moments sont aussi "élaborés", comme Naissance de la Ville (et son jeu de percussions très affiné), Submersion de la Ville (éthers sombres avec vielle à roue) ou Mort et Immersion de Malguen (la cornemuse et la guitare électrique jouent à l'unisson, créant des harmoniques captivantes). Intitulée Fin du voyage, la dernière partie de cet avant-dernier morceau est, en revanche, très lumineuse avec cornemuse et guitare électrique qui se suivent de près. Pour ce morceau, Dan Ar Braz dit s'être mis la main droite en l'air à cause du jeu de guitare mélodique qu'il souhaitait développer : « Je voulais travailler avec les trémolos. Au moment où j'ai eu ma dystonie, je passais 4 à 6 heures par jour pour obtenir un toucher plus fin avec les doigts plutôt qu'avec le médiator. »

« À mon sens l'un des albums les plus importants sortis en France ces derniers mois. Un coup de cœur. Une immense bouffée d'oxygène. Avec ce disque Dan Ar Bras s'impose d'emblée comme l'un des créateurs les plus originaux. »

— Jean Théfaine, 1977

## Enregistrement
Douar Nevez est enregistré au studio Frémontel (en Normandie) pendant l'été 1977. En effet, aux questions concernant son premier album solo Stress ! enregistré au studio Acousti (à Paris) pendant le même été 1977, « Quelle est l'histoire derrière votre premier album ? Où l'avez-vous enregistré ? Avec quel type d'équipement et qui en était le producteur ? Combien d'heures avez-vous passées en studio? », Benoit Widemann répond : 
« Quelques semaines plus tôt, j'avais participé au premier album solo de Dan Ar Braz, "Douar Nevez", produit par Hugues de Courson. Hugues s'est intéressé à mon jeu et m'a offert de produire mon propre album solo. On a commencé très vite, dans le grand studio Acousti à Paris, où le piano était incroyablement bon. L'aide de l'ingénieur du son Bruno Menny a été très précieuse pour organiser les sessions qui ont duré jusqu'à parfois tard dans la nuit. Le studio a co-produit l'album et nous a laissé toute liberté pour utiliser le temps disponible, nous avons ainsi passé là quelques nuits blanches. »
— Benoit Widemann à propos de l'enregistrement de son premier album solo Stress !, site web "It's psychedelic baby magazine", page "Benoit Widemann interview", 25 mai 2020.

## Fiche technique

### Liste des titres
| No  | Titre                                        | Durée |
| --- | -------------------------------------------- | ----- |
| 1.  | Intro                                        | 0:56  |
| 2.  | Retour de guerre                             | 2:53  |
| 3.  | Naissance de Dahud                           | 1:41  |
| 4.  | Mort et immersion de Malguen – Fin du voyage | 5:40  |
| 5.  | Naissance de la ville                        | 5:02  |
| 6.  | Morvac'h (Cheval de la mer)                  | 2:27  |
| 7.  | Orgies nocturnes                             | 3:10  |
| 8.  | L'ennui du roi                               | 2:39  |
| 9.  | Les forces du mal                            | 2:43  |
| 10. | L'appel du sage                              | 7:23  |
| 11. | Submersion de la ville                       | 2:53  |
| 12. | Douar nevez (Terre nouvelle)                 | 1:42  |

### Crédits
Toutes les musiques sont originales, composées par Dan Ar Braz et éditées par Hexagone.
Le poème de Francis Jammes est extrait du recueil Le Deuil des Primevères (Éditions Gallimard, 1901).

#### Musiciens
- Dan Ar Braz : guitares électriques et acoustiques
- Patrig Molard : flûtes, cornemuses (uileann pipes, biniou bras)
- Benoît Widemann : piano acoustique, synthétiseurs, orgues Hammond et Eminent
- Dave Pegg : basse
- Michel Santangeli : batterie
- Marc Chantereau : percussions
- Emmanuelle Parrenin : vielle à roue
- Laurent Vercambre : violon

#### Techniciens
- Production : Dan Ar Bras
- Réalisation : Hughes de Courson
- Enregistré aux Studios Frémontel (également appelé Studios Normandie ou Studios Normandy)
- Ingénieur du son : Bruno Menny
- Photographe : Jean-Yves Quintel
- Maquette : Albert Riou
- Illustration : Patrick Marziale